# Településmarketing
A marketingstratégia a települési célok, elképzelések kidolgozása. A fejlődési pálya elemeinek meghatározása. A településmarketing arra tesz kísérletet, hogy azt a sajátos termék és szolgáltatás kombinációt adja, hogy ösztönözze a különféle szereplőket a kijelölt fejlesztési irányhoz, kapcsolják össze erőforrásaikat, annak megvalósítását saját eszközeikkel szolgálják.(Vö.) Idegenforgalmi koncepció, Hosszútávú fejlesztési terv stb.
Lépéseinek vázlata a következő:
A településpolitikai elképzelések folyamatos, gyakorlati megvalósítására, a település állóeszközállományának bővítésére, korszerűsítésére a települési értékek megőrzésére és helyreállítására irányuló tudatos és spontán önérdekű tevékenységek összessége. Alanya az önkormányzat, az állam, bármely beruházó és vállalkozó (lakosság)